# Négypettyes zuzmószövő
A négypettyes zuzmószövő (Lithosia quadra) a kvadrifid bagolylepkefélék családjába tartozó, Eurázsiában honos éjjeli lepkefaj. 

## Megjelenése
A négypettyes zuzmószövő szárnyfesztávolsága 3,5-5 cm. Feje és tora sárga, a hím homloka és az ajaktapogatók csúcsa kékesszürke, a potroh sárga, a hím farpamacsa és a hasoldal vége sötétszürke. Csápjai szürkék, lábai sötétszürkék, fémes csillogásúak, a csípők és a combok belső fele sárgás. A hím elülső szárnya halvány szürkésbarna, töve narancssárga, az elülső szegély tövén kék fémes árnyalatú feketésszürke folttal. A széles szárnyszegély enyhe bronzbarnás árnyalatával elüt a középső résztől, de határvonaluk nem éles. A rojt sötétebb szürke. A hátulsó szárny sárga, az elülső szegélynél barnásszürke behintéssel; rojtja sárga. Az elülső szárny fonákja barnásszürke, akárcsak a hátsó szárny felső szegélye; utóbbi többi része sárga; mindkét szárny töve kissé narancssárgás.
A nőstény szárnyai teljesen sárgák, az elülső szárnyon élénk, a hátsón gyengébb aranysárgás fénnyel. Az elülső szárny közepén és elülső élénél egy-egy nagy, kerek, fémes fényű barnásfekete folt található. A hátulsó szárnyon nincs rajzolat. A fonák fénytelen, a felszínnél kissé sötétebb sárga, a felszín sötét foltjai halványan átütnek. Az elülső szegélyek mentén gyakran némi sötétebb szürke behintés látható.
Változékonysága nem számottevő. 
Petéje félgömb alakú, halványzöld színű. 
Kifejlett hernyója fekete, hátán szürke sávval és szelvényenként két-két narancsvörös szemölccsel. Szőrei feketék. Bábja vörösbarna. 

### Hasonló fajok
Magyarországon nem él másik, hozzá hasonló faj.

## Elterjedése
Eurázsiában honos az Ibériai-félszigettől egészen Japánig. Magyarországon általánosan elterjedt, a Dél-Dunántúl és a hegyvidékek idősebb erdeiben gyakori, az Alföld fátlan régióiban ritkább.      

## Életmódja
Sűrű, fákban, bokrokban gazdag erdőkben él. 
Északon évente egy nemzedéke nő fel, imágói júniustól szeptemberig repülnek. Délen (beleértve a Dél-Dunántúlt) két generáció is kifejlődik, május végétől július végéig és augusztus végétől október közepéig. Éjjel repül, éjfél körül a legaktívabb. A mesterséges fény vonzza. Hernyója a fák kérgén megtelepedő zuzmókkal táplálkozik. Hernyóként telel át és a következő évben tavasz végén, nyár elején szőrökkel kevert szürkés szövedékben bebábozódik.  
Magyarországon nem védett.

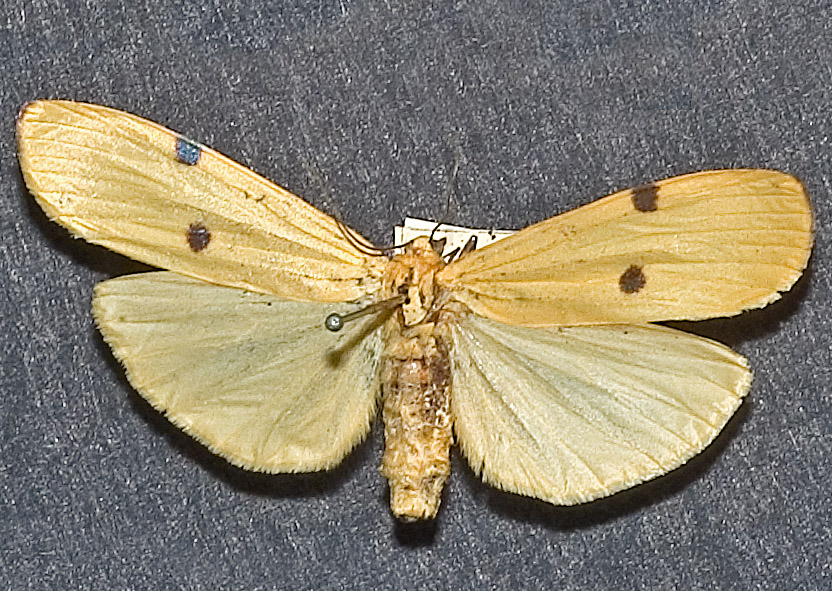
Nőstény
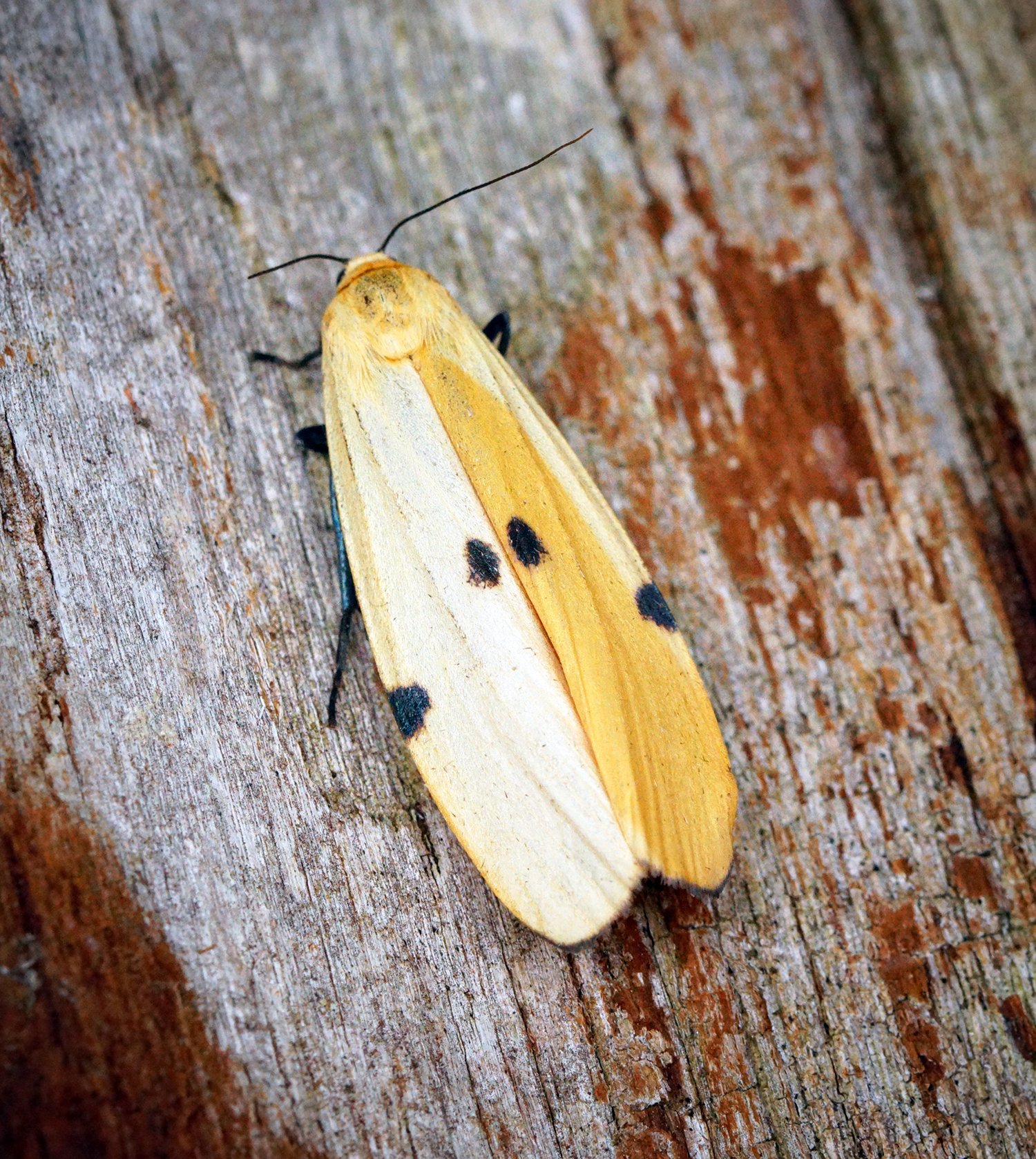
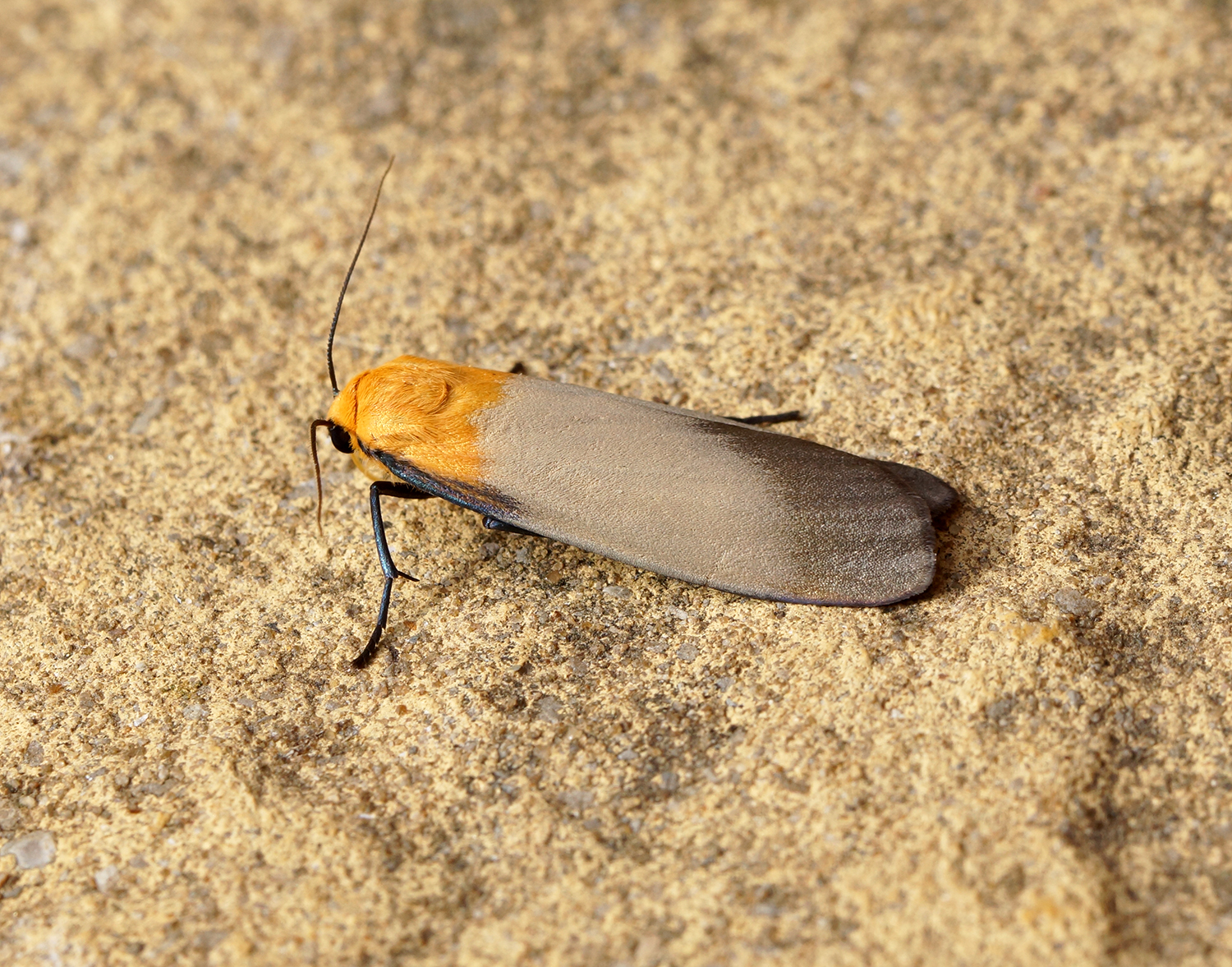
Hím
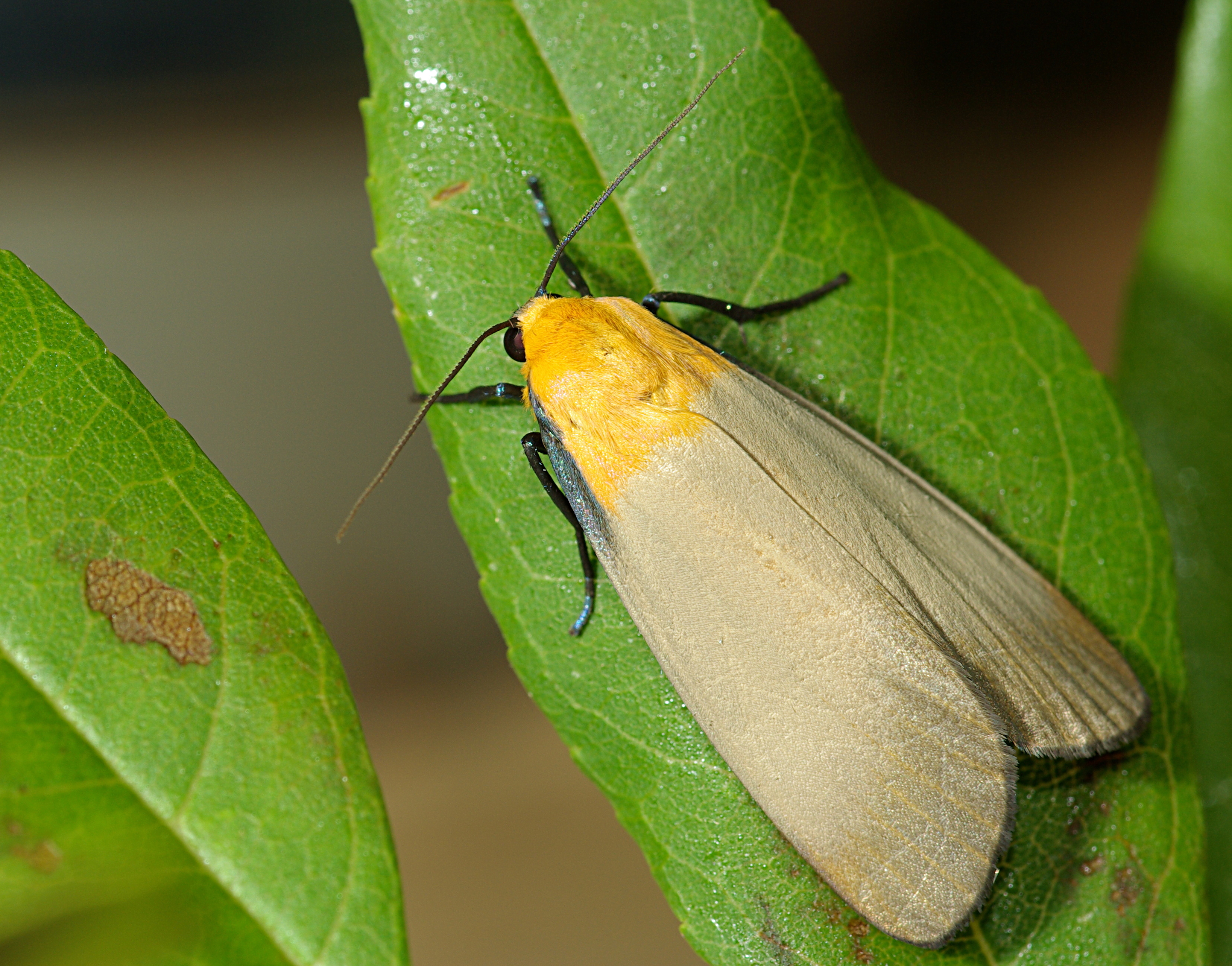
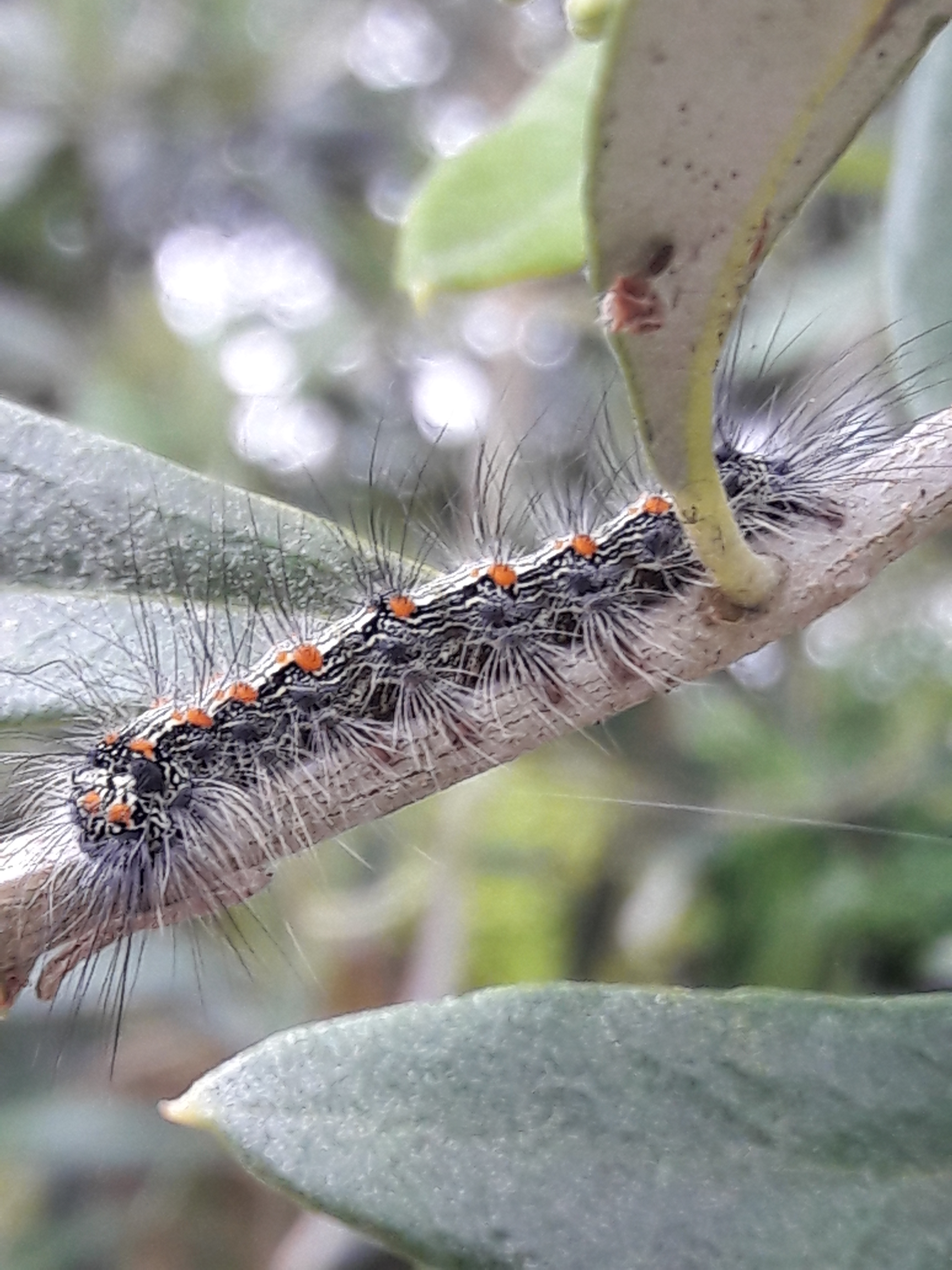
Hernyó